# 카티족

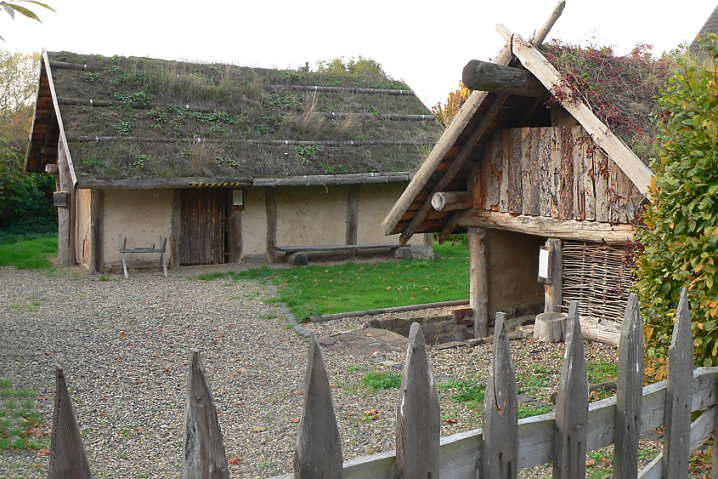
복원된 카티족 집

카티족(라틴어:Chatti)은 베저강 상류 지역을 본거지로 했던 게르만족이다. 인도의 카티(Khati)족과는 다르다.